# Hypixel Studios
Hypixel Studios — британская компания-разработчик видеоигр, занимавшаяся разработкой компьютерной игры Hytale. В настоящее время компания состоит из 110 сотрудников и принадлежит компании Riot Games. Офис компании находится в городе Лондондерри, в Северной Ирландии.

## История
Компания Hypixel Studios была основана 18 октября 2018 года. Игровая студия имеет постоянных инвесторов из компании Riot Games, а также содержит опытных разработчиков и специалистов игровой отрасли с целью разработки независимых игр, первой из которых является Hytale, независимо от сервера Hypixel и его команды.
В 2019 году Hytale была номинирована на премию Golden Joystick Awards как самая ожидаемая игра года.
Приобретение компании Hypixel Studios компанией Riot Games состоялось 16 апреля 2020 года.
В июне 2025 в связи с прекращением разработки Hytale было объявлено о ликвидации Hypixel Studios в течение нескольких месяцев.

## Игры
| Название | Год      | Платформы      | Прим. |
| -------- | -------- | -------------- | ----- |
| Hytale   | Отменена | Windows, macOS | [ 5 ] |